# Xanthorhoe asignaria
Xanthorhoe asignaria là một loài bướm đêm trong họ Geometridae.